# U4 (Hamburg)
U4 is een metrolijn in de Duitse stad Hamburg. 

## Stations
| Station               | Overstappunt              | Foto * | Type                         | Geopend           | Ligging                        | Stadsdeel                  |
| --------------------- | ------------------------- | ------ | ---------------------------- | ----------------- | ------------------------------ | -------------------------- |
| Elbbrücken            | S3, S31                   | 570 !  | viaductstation               | 6 december 2018   | 48° 05′ 52″ NB, 11° 31′ 31″ OL | HafenCity                  |
| HafenCity Universität |                           | 580 !  | kuip                         | 29 november 2012  | 53° 32′ 26″ NB, 10° 00′ 31″ OL | HafenCity                  |
| Überseequartier       |                           | 590 !  | kuip                         | 29 november 2012  | 53° 32′ 26″ NB, 09° 59′ 52″ OL | HafenCity                  |
| Jungfernstieg         | S1, S2, S3                | 810 !  | ondiep gelegen zuilenstation | 25 maart 1931     | 53° 33′ 9″ NB, 09° 59′ 36″ OL  | Hamburg-Altstadt/ Neustadt |
| Hauptbahnhof Nord     | S1, S11, S2, S21, S3, S31 | 860 !  | dubbelgewelfdstation         | 29 september 1968 | 53° 33′ 15″ NB, 10° 00′ 23″ OL | Altstadt/ St. Georg        |
| Berliner Tor          | S1,S11,S2,S21,S31         | 870 !  | ondiep gelegen zuilenstation | 15 februari 1912  | 53° 33′ 10″ NB, 10° 01′ 28″ OL | Borgfelde/ St. Georg       |
| Burgstraße            |                           | 1170 ! | ondiep gelegen zuilenstation | 2 januari 1967    | 53° 33′ 20″ NB, 10° 02′ 30″ OL | Borgfelde/ Hamm            |
| Hammer Kirche         |                           | 1180 ! | ondiep gelegen zuilenstation | 2 januari 1967    | 53° 33′ 20″ NB, 10° 03′ 18″ OL | Hamm                       |
| Rauhes Haus           |                           | 1190 ! | loods                        | 2 januari 1967    | 53° 33′ 15″ NB, 10° 03′ 58″ OL | Hamm                       |
| Horner Rennbahn       |                           | 1200 ! | ondiep gelegen zuilenstation | 2 januari 1967    | 53° 33′ 14″ NB, 10° 05′ 6″ OL  | Horn                       |
| Legienstraße          |                           | 1210 ! | maaiveld                     | 24 september 1967 | 53° 32′ 49″ NB, 10° 05′ 47″ OL | Horn                       |
| Billstedt             |                           | 1220 ! | ondiep gelegen zuilenstation | 28 september 1969 | 53° 32′ 33″ NB, 10° 06′ 25″ OL | Billstedt                  |

* De sorteerwaarde van de foto is de ligging langs de lijn